# Бенџамин Сигел
Бенџамин "Багзи" Сигел (енгл. Benjamin "Bugsy" Siegel; 28. фебруар 1906 — 20. јун 1947) је био амерички гангстер јеврејског порекла.
Рођен у Бруклину, још као младић био је проблематичан и имао своју банду заједно са пријатељем Мејером Ланским, са којим је блиске везе одржавао до краја живота. Због свог порекла имао је значајну улогу у јеврејској мафији у Њујорку тога времена, а осим тога био је утицајан и у Националном криминалном синдикату. Био је близак са Ал Капонеом, Лакијем Лучаном и Лепкијем Бухалтером, а карактерисала су га познанства и са америчким џет-сетом тога времена.
Описиван као згодан и харизматичан, често се налазио на насловним странама тадашње штампе. Током прохибиције бавио се кријумчарењем алкохолних пића, тзв. bootlegging. Након периода прохибиције, посветио се коцкању. Један је од пионира Булевара Стрип у Лас Вегасу. Стајао је иза финансирања изградње и власништва над казином Фламинго.
Убијен је 20. јуна 1947. године у 41. години живота на Беверли Хилсу, у дому Вирџиније Хил, своје девојке.

## У популарној култури
Лик Багзија Сигела оживео је у холивудском филму Багзи из 1991. године Ворен Бити.

## Галерија
- Багзи Сигел у полицији, 1928. године
- Кућа Багзија Сигела у Форт Лодердејлу
- Меморијал Багзију Сигелу у хотелу Фламинго
- Меморијална плоча Багзија Сигела (изнад је име његовог оца)